# Paleolitisk forskning i Grekland
Paleolitisk forskning i Grekland är en relativt ung gren av förhistorisk forskning som bara har bedrivits i Grekland sedan andra världskrigets slut.

## Försenad paleolitisk forskning i Grekland
Greklands försenade paleolitiska studier hänger samman med att Grekland som nation ville skapa en identitet för nationen efter befrielsen från det turkiska väldet. Man valde då att göra detta genom att framhäva nationens klassiska och bysantinska historia. Att arkeologin fokuserade på dessa perioder avspeglade inte läget i övriga Europa, där det avlägsna förflutna stod i centrum för arkeologin. Greklands har fortsatt ett behov av att definiera sig som nation på Balkan vilket framgår av konflikten med Nordmakedonien gällande rätten till namnet Makedonien. Grekerna spelade en central roll i världshistorien genom arvet inom filosofi och grekiska antik vetenskap. Intresset för denna historia kunder det moderna Grekland tillägna sig och utnyttja för en nationell identitet. 
Den grekiska ekonomin var en agrart präglad ekonomi ända fram till 1960-talet, och resurser och den akademiska infrastrukturen fanns inte för att studera ett mindre viktig paleolitiskt skede i förhistorien. Den engelske forskaren Bailey menar att de paleolitiska platser var få jämfört med västra Europa och av mindre vikt än dessa i Asien eller Afrika. Greklands paleolitikum var ointressant för nationell och internationell forskning.  Greklands arkeologer hade sitt fällt inom den klassiska arkeologin och detta tillstånd varade under hela 1800-talet första halvan av 1900-talet. Detta har fortsatt en påverkan på utvecklingen av arkeologin. En ny förståelse för att Grekland kan ha intressanta lämningar från paleolitikum har uppstått sedan 1960-talet. Balkan var bro mellan övriga Europa och Främre Orienten och invandrande grupper av hominider har troligen passerat landet. Grekland har flera platser med material som överlappar mellan mellanpaleolitikum och senpalelitikum bland dessa märks Franchthi och Theopetra. Dessa båda grottor innehåller en sammanhållen lagerföljd från paleolitikum till neolitikum. Detta ger möjlighet att studera utvecklingen av dessa perioder.

## Utländska forskare blir pionjärer inom paleolitisk forskning i Grekland
Sedan 1930-talet har paleolitisk forskning i Grekland initierats av utländska forskare som varit viktiga för våra nuvarande kunskaper om regionens äldre förhistoria. Först av dessa forskare var österrikaren Adalbert Markovits, som var verksam i Grekland från 1928 till sin död i en flygolycka 1941. Hans utgrävningar av Zaimi-grottan i centrala Grekland bekräftade han åsikter, tidigare starkt ifrågasatta, att Grekland har förhistoriska lämningar från tiden före neolitikum. Efter andra världskriget arbetade den franske etnologen Jean Chavaillon och arkeologen Leroi-Gourhan som dokumenterade lösfynd och  inventerade i Eleia-regionen på västra Peloponnesos under 1960-talet. 

## Thessalien
Den tyske arkeologen Vladimir Milolojcic arbetade med paleolitiska ytfynd i Thessalien i centrala Grekland. 1958 började Milolojcic och en tysk forskargrupp studera Thessaliens geologi och äldre arkeologi. Gruppens resultat publicerades 1965 i den första monografin om Greklands paleolitikum: Paläolithikum um Larissa in Thessalien. De tyska forskarna avsökte floden Peneios stränder från Larissa till byn Amygdalia och de hittade 20 fyndplatser med fynd av stenredskap eller faunalämningar. Dessa 20 platser tolkades på basis av studiet av de ingående typerna av de cirkla 600 flintföremål som hittades. Fyndens geologiska fyndmiljö studerades också. På tre platser hittades flintföremål eller ben in situ inlagrade i de ursprungliga lagren. Dessa tre fynd användes som viktiga fasta punkter i en relativ kronologi för de olika stratigrafiska lager fynden hittades i vid floden. De flesta fynden hittades som ytfynd i flodavlagringar (grusbankar) som tolkades som bildade tidigare i flodens historia. Sjösediment och deltaavlagringar utmärktes däremot av lera och snäckor, ibland sandbankar och grus. Fynden hade kommit till ytan och sedan blivit borttransporterade av floden då den hade högre vattenstånd. Men ytfynden saknade spår av vattentransport och hittades där vattendrag flöt ut i floden eller sjöar. Fynden kom från lager som var rika på artefakter eller ben som bröts loss av floden vid högvatten vårar eller höstar. Ett benrikt lager som hittades vid plats 1 kunde återfinnas 3 km bort vid plats nr 5 (profil 6/7). Av detta drog man slutsatsen att fynden kom från samma lager i närheten av floden som de hittades i. 
D. Jung and H. Schneider var båda geologer i samma grupp som  Milolojcic och de var de första som studerade Thessaliens flodavlagringar som de delade upp i fyra flodtrerasser. Högterrassen var äldst troligen från tidig Pleistocen och delar av mellanpleistocen, De delade denna i en övre och lägre terrass. Lågterrassen bildades vid tre olika skeden under senpleistocen tull mellersta holocen. Alla fynden som gjordes kom från den nedre terrassen. Den yngsta terrassen är den nu ännu aktiva flodslätten. Fauna-analyser tydde på ett varmt klimat vid tiden då den nedre terrassen bildades vilket pekade mot senaste interglacialen Riss/Würm till början av Würm.
Dimitris Theocharis upptäckte 1960 fler fynd vid floden då han undersökte floddalen. Han utökade samlingen med 250 stenföremål och med fler fossila ben. Det främsta av hans fynd var ett människoskallben som hittades vid plats E på norra stranden av floden nära staden Larissa. Det hittades i ett sandlager på 3,5 meters djup under den gamla flodstranden. Tre flintverktyg påträffades i samma lager, men de var spriida på olika platser i lagret och kan inte direkt knytas till skallfragmentet.
Thessaliens landskap i centrala Grekland och är en slättregion med två lågt liggande bassänger som är omgivna av höga berg och de delas av en ås. Till dessa slättbassänger kommer man från havet vid bukten vid Volos genom en smal dalgång, Tempe.  Larissaslätten är vidsträkt och på slätten slingrar sig floder fram, Slätten omges i öster av  bergen Olympos, berget Ossa och berget Pelion. Söderut begränsa slätten av berget Othrys. Detta landskap bildades under den alpina bergskedjeveckningen och omformades sedan genom spricktektonik i yngre tertiär och kvartär  De paleolitiska fynden har hittats utmed floden Peneios särskilt i grusbankar, men också vid flodens branta stränder som troligen bildades under interglacialen Riss-Würm, men kan vara yngre.  Peneiosfloden har sin källa i Pindus, den bergskedja som begänsar slätten västerut, varifrån floden rinner söderut, sedan fortsätter österut och slutligen nordost för att passera genom Tempe mellan Olympos och berget Ossa för att sedan rinna ut i havet. Många neolitiska bosättningar finns på den östra thessaliska slätten, och här har också gjorts mesolitiska fynd men få. Bergen var goda jaktmarker med skogar, och grottor och klippor som gav boplatser. Bergen var också en säkerhet för byarna i lägre terräng. Bassängerna i låglandet hade floder och sjöar, med vatten och de erbjöd fiske. Slätterna och det centrala bergslandet hade bördig jord för jordbruk. Stenåldersinvånarna hade naturliga råvaror, framför allt röda block av radiolarit och hornsten i terrasserna av grus, serpentin i de omgivande bergen och en andesitförekomst. Naturliga förekomster av obsidian saknas i Thessalien. Obsidian under neolitikum kom från de grekiska öarna främst Melos vilket spåranalys har visat.

### Curtis Runnels studier av Thessalien

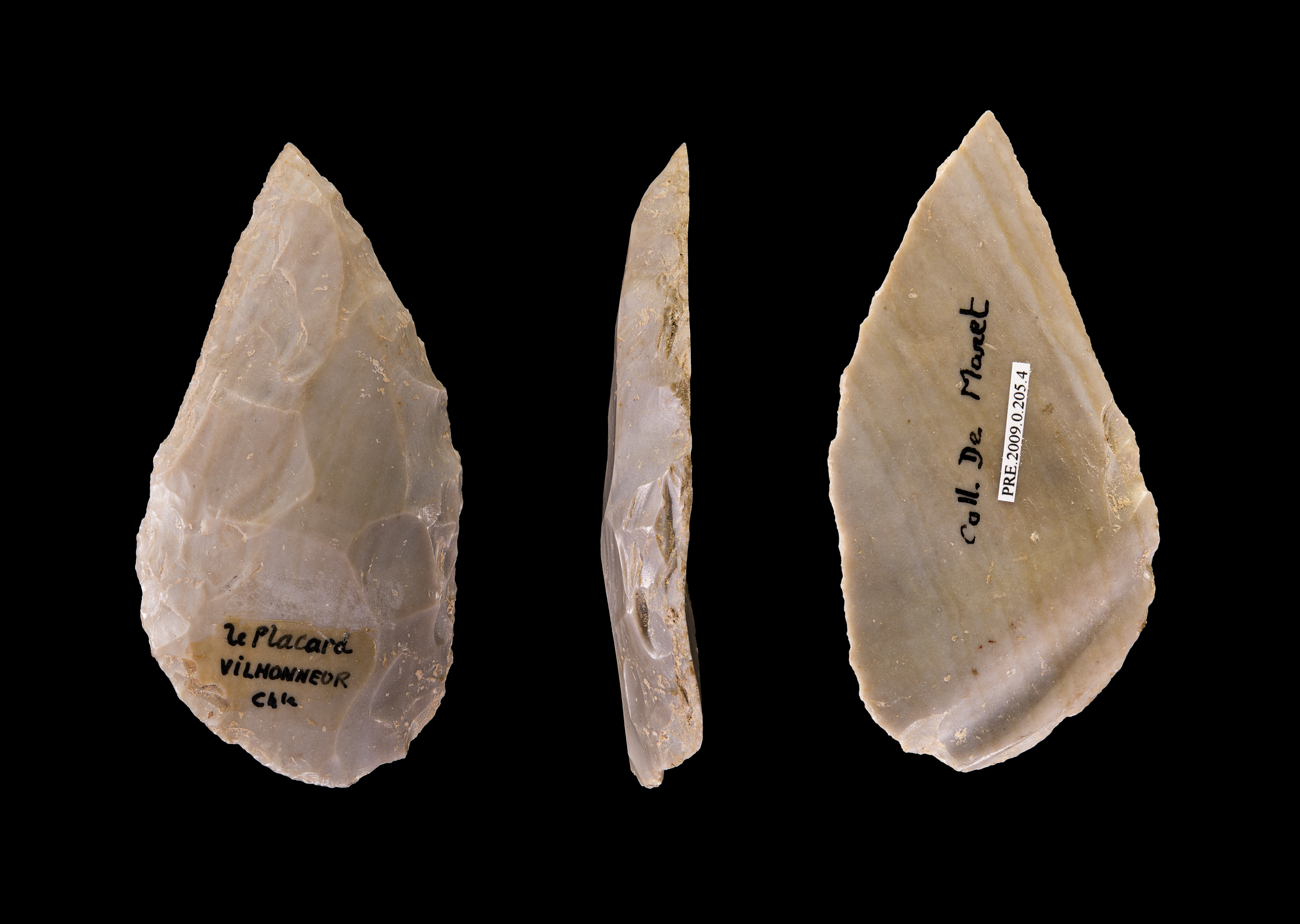
Mousterianspets.

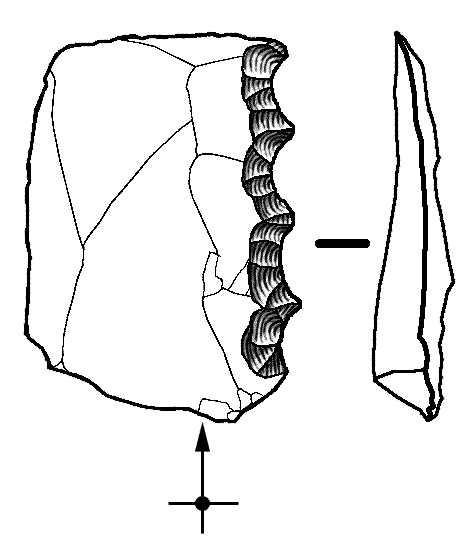
Teckning av redskap med denticulate (tandad) retusch.

Under senare delen av 1980-talet och början av 1990-talet gjorde Curtis Runnels nya undersökningar på en del av dessa platser och drog då slutsatsen att Thessalien hade lämningar även från tidig paleolitikum vilket då var nytt för Grekland. 1987 började Runnels ett forskningsprogram med sikte på att datera mellanpaleolitikum i Grekland mera exakt och göra jämförelser med samtida lämningar från övriga Balkan. Undersökning började i området runt Larissa i Thessalien   Peneiosflodens banker och olika terrasser inventerades men nytt var att områden i Thessalien med geologiska förutsättningar att innehålla äldre förhistoriska artefakter också togs med. Dessa områden baserades på den geologiska kartan som A. Demitrack hade förberett  för projektet. Demitracks stratigrafiska studie över jordlager från sen pleistocenen på Larissa slätten hade ett samband med en ökande förståelse för dateringar av jordlager och värdet av detta för att datera fyndplatser i det fria landskapet. Att leta efter öppna boplatser vann terräng i forskarsamhället eftersom det arkeologiska intresset hade flyttats bort från enbart fokus på grottor och klippöverhäng.
Under 1987 dokumenterades 32 fyndplatser och 211 fynd av sten samlades. Dessa artefakter var av mellan-  och senpaleolitiska typer. Dateringar gjordes genom att fynden anknöts till de avlagringar av floden som hade exponerats genom erosion av floden. Radiometriska dateringar av flodens avlagringar gav åldrar från 45 000–27 000 år för de paleolitiska fynden. Andra fynd i Grekland från mellanpaleolitikum är ungefär likåldriga. En fyndplats (nr 17) med fynd av senpaleolitiska flintor hittades fast i skikt. Övriga artefakter är ytfynd, som ansågs komma från material i flodbankerna, med transport bara i låg hastighet då de var välbevarade. Platserna fynden hittades på relaterades till  flodavlagringarna på med samma argument so tidigare. Materialen bevarades i ett kolrikt lager av sediment till det eroderades fram av floden och kunde hittas på stranden.
Den paleolitiska kulturen i Tessalien är av typen Levallois-Mousterian med bifaciala bladspetsar (tunna spetsar bearbetade på båda sidorna), sidoskrapor, så kallade Mousterian-spetsar (se bild), dentikulationer (bild) och ändskrapor av Aurignacian-typ, (det vill säga spån med skrapeggen på änden av spånet) sticklar, retuscherade spån och bifaciala bladspetsar med rundade baser. Fynden från Thessalien som är en blandning av mellan-  och senpaleolitiska typer finns även på andra ställen i Grekland. Den grekiska kulturen av Levallois-Mousterian liknar Szeletian i Ungern och båda är lika gamla. De människor som tillverkade föremålen kan ha varit sena neandertalare som redan kommit i kontakt med en moderna homo sapiens. Senpaleolitiska eller epigravettien och mesolitiska kulturer hittades inte Thessalien. Områden i Grekland kan ha varit obebodda eller lite använda till för cirka 9 000 år sedan då de första neolitiska bosättningarna dyker upp i Thessalien.
1987 års undersökning omfattade också elva områden med relikta flodavlagringa. En fyndplats (Findspot 30,FS 30) hittades nordost om Larissa nära byn Rodia. Floden rinner där in i  Rodia Narrows, en smal ravinen som leder från den thessaliska slätten till Tempe. FS 30 ligger på en terrass där man kan se entrén till ravinen. FS 30 gav fynd av radiolarit med senpaleolitisk prägel och så kallade provstenar där två tre avslag hade gjorts och Runnel menade att platsen var en slagplats som hade återbesökts under flera tidsskeden för stenbrytning och provslagning, 
Platsen FS 30 återbesöktes 1989, och 1991 då Runnels och Tj. van Andel slutförde sin undersökning i Thessalien. Man ville studera  geologiska sammanhang mellan olika paleolitiska platser och dessutom leta efter äldre paleolitiska fyndplatser. Vid återbesöket av FS 30 hittades en ny litisk samling helt skild från vad som hittades 1987. Artefakterna var tillverkade av massiv vit kvarts; och de slagna utan användning av. Levallois-tekniken som dominerat det tidigare hittade radiolära materialet. Man hittade också fynd inbäddade i terrassprofilen, så de skiljer sig till sitt ursprung från radiolaritbitarna som hittades lösa på terrassens grus och dessutom på en annan del av platsen. Detta material härstammade troligen från en tidpaleolitsk tid.

## Higgs undersökningar i Makedonien och Epirus
Den engelska arkeologen Eric Higgs gjorde ett omfattande arbete med att undersöka paleolitikum i Makedonien i norra Grekland under 1960-talet. Higgs arbete var inte framgångsrikt och det gav mycket få fynd. Han flyttade då till regionen Epirus i nordvästra Grekland och han hade större lycka där och hittade tre viktiga platser som Kastritsa, Kokkinopilos och Asprochaliko. Dessa tre platser blev sedan undersökta till 1967. 

### Kokkinopilos
Den öppna boplatsen Kokkinopilos ligger i en dal väster om Louros på 120–150 meter över havet. En kalkstensås som löper parallellt skiljer den från floden. Platsens fynd hittades i ett lager av 30–40 meters tjocklek  av leror och silt som har en ytvidd av omkring 1 kvadratkilometer. Platsen är utsatt förr snabb erosion genom ett nätverk av raviner. Platsen ger ett intryck av ett (på engelska så kallat) badlanscape. Förkastningar har bildat en fördjupning som senare har lyfts upp och börjat eroderas av vatten. Landskapet har ingen vegetation och jorden är borteroderad. Den lilla växtlighet som finns är underminerad och har exponerade rötter. Under romersk tid grävdes tunnlar i området för att förse staden Nikopolis med vatten. Det framgår av dessa lämningar att den snabba erosionen har ägt rum sedan romersk tid. Men på annan plats verkar erosionen startat tidigare. De flesta är trots allt överens om att den mer dramatiska  erosionen ägt rum efter romersk tid och förvärrats mycket under modern till från 1950. Stratigrafin av platsen har indelats i tre delar  A, B och C från botten till toppen, och är baserad på färgskillnader. Zon A vilar direkt på kalkstenen och är djupröd med ett fåtal gråa ådror och innehåller inga fynd. Zon B är mer gulröd  och har rikligt med gråa ådror och fläckiga band, medan zon C har en rödbrun färg och med grå ränder fastän tunnare än ki zon B. Ett fjärde lager D med mörkröd färg fanns överliggande zon C men har inte beskrivits. Svarta manganhaltiga band markerar gränserna mellan zonerna A – B och B – C och har tolkats som avbrott i sedimentationen genom erosionsperioder av oklar längd, men trots dessa avbrott och färgskillnaderna är detta i huvudsak en enda typ av sediment. Sedimenten har tolkats först som avsatta av vinden senare som avsatta i vatten troligen har detta börjat före mellanpaleoltikum och avslutats under senpaleolitisk tid.
Merparten av fynden hittades i erosionsfårerna och var kraftigt patinerade men med skarpa kanter och var av typ  mousterien artefakter medan opatinerade, mindre artefakter hittades in situ i en ravinsida och var av senpaleolitiskt ursprung medan bronsåldersföremål fanns den moderna markytan. Higgs konstaterade på vissa platser så kallade spångolv,  tunna horisonter med 1 dm tjocklek. De återfanns på 13 platser. Testgrävningar utfördes på två av dessa (platserna α och β). På plats β skar utgrävningen genom avlagringar av zon B och in i zon A. De flesta  artefakterna mest Mousterien) hittades vid understa delen av zon B, omedelbart ovanför zon A; Higgs rapporterarfynd av 800 artefakter i detta schakt alla hittade i zon B. Grävningen vid platsen α gjordes på platsen där det senpaleolitiska materialet  hittades1962 i en ravinsida. Grävningen gav 500 stenverktyg och avfall. Fynden hittades 3,5 m under ytan vid basen av zon C, där fynden var avsatta vid en erosionsskada skuren in i zon B och som därefter åter fyllts av zon C-material. 
Denna Higgs tolkning av platsen sattes ifråga av Bailey och hans medarbetare som först föreslog att platsen bildats av floden Louros själv men den tolkningen fick stora svårigheter då det skulle kräva 100 meter högre nivå på floden och då skulle platsen Asprochaliko ha legat begravd i djupa sediment då den var bebodd. Försök att försvara denna ide med tektoniska rörelser kunde inte heller motiveras. Bailey med kollegor drog  slutsatsen att alla artefakter som hittades vid Kokkinopilos inte hittades in situ utan att dessa fynd omlagrade och var en blandning av material från olika perioder" och inte daterar platsen röda leror utan är avsatta i efterhand. Den tidiga forskningen lämnade alltså platsen med två helt oförenliga tolkningar.
Runnels och van Andel arbete med platsen ger bättre svar på den geologiska historien. De särskiljer tre typer av röda avlagringar: (1) primär rödjord (terra rossa), som är de restter som blivit kvar efter upplösningen av kalksten under kvartär.Denna terra rossa är ytterst sällan bevarad där den bildades i mindre sänkor i terrängen. (2) återdeponerad terra rossa, rödjord som sköljts ner från sin bildningsplats tills sänkor. (3) röda Kolluvium bäddar avlagrade vid foten av höjder som också innehåller mera grovkornigt material som transporteras med tyngdkraften från höjder eller med rinnande vatten. Det är också viktigt att skilja röda sediment och älre rödfärgade jordar. De senare har ofta en liknande röd färg som terra rossa. Runnel och van Andel förklarade att så kallade redbed-platser är omlagrade terra rossa lager i kalkstensdepressioner. Det ursprungliga sedimentet stelnar och vatteninfiltrationen minskar vilket ökar avrinningen på ytan och sedimenten eroderar till sänkor, Om de lyfts upp tektoniskt ökar erosionen. De drog slutsatsen att terra rossa i Epirus är sekundärt avlagrad i vissa fall kolluviala avlagringar vid branter. ibland som alluvial bildningar (floder). Om de lagrats i vatten minskar den mörkröda färge till blekare nyanser, medan torra förhållanden gör att sedimenten blir rödare. Den otillräcklig förståelsen för rollen av kalkstensdepressioner som deponeringsmiljö för terra rossa, och att man inte förstod färgningarnas berönde av varierande grundvattennivå ledde tidigare forskare till felaktiga slutsatser. Analyser av kornstorlekar visade att terra rossa har två storlekar på kornen dels lera 50 till >90 % från upplöst kalksten och silt 5–30%, bestående av kvarts. Siltkomponenten har eoliskt (vindavsatt) ursprung, och härstammar troligen från Sahara.
1991 hittade Runnels och van Andel en patinerad handyxa av Micoquian-typ in situ i avlagringar i zon B. Den hittades utan spår av nötande skador eller vittring,Andra patinerade artefakter sågs på något högre stratigrafiska nivåer på andra platser söder och sydväst om handyxan  medan stora flintverktyg hade eroderat fram ur sediment i den nordvästra delen av fyndigheten. Runnels och van Andel insåg att fynden som ligger över zon C utgör markytan av en paleosol. Ett viktigt fakta som ignorerades av Bailey et al. Kraftigt patinerade artefakter från mellanpaleolitisk tid' förekommer in situ i denna paleosolen, som är bevarad huvudsakligen längs kanterna av en karstslätt som täcker hela stratigrafin på platsen. Denna paleosol blev daterad med  termoluminiscens till 91 000 år. Denna datering med beräkningar av sedimentationens hastighet korrigerad av de olika processerna för lera och silt gjorde att forskarna kunde uppskatta åldern på det handyxbärande lagret till 150 000–250 000 år. Man spårade sedan flera andra markytor i avlagringarna. Runnels och van Andel visade att de röda avlagringarna kom från upplöst kalksten som spolats ner från höjderna ovan bassängen och silt av vindburet ursprung som båda hade blivit omlagrade i sänkor i kalkstensberggrunden. Sådana inneslutna slätter bildade grunda permanenta sjöar eller säsongsvattensamlingar med träskmarker, som bara transporterade material med låg energi och artefakter vilande på paleosoler pekar på mänsklig bosättning under torra perioder medan litiska samlingar som inte är knutna till gamla jordar tyder på att utnyttjande av sjöarnas resurser.

### Kastritsa
Kastritsa-grottan är en mindre klyfta i en kulle av senonisk kalksten belägen vid sydöstra stranden av Límni Pamvótida  i östra Epirus. Platsen Kastritsa grävdes 1966 och 1967 under ledning av Eric Higgs. Fynden bestod av en senpaleolitisk lagerföljd med C-14 dateringar mellan 21 800±470 och 13 400±210 BP. Dateringarna bekräftade av modernare AMS-dateringar även om ny data ger en tidigare början av lagerserien från 23 880±100 BP. Lagerserien vid Kastritsa hade trettiotvå lager som bildade totalt fem olika skikt betecknade med nummer 9, 7, 5, 3 och 1.Det äldsta lagret fick beteckningen nr  9 och yngsta lagret nr 1.Sedimenten hade bildats av  kalkstensfragment som bildats vid frostvittring och packats och cementerat marken. De understa lagren hade avlagringar med sjöleror, rundade småstenar och sötvattensnäckor, och representerar en högre sjönivån. De mellersta lagren hade bildats på torr mark med spår av mänskliga aktiviteter varvat med sandiga avlagringar från sjöstranden, medan de översta lagren ivar helt från torr mark och var rikast på arkeologiskt material.
Kastritsa ligger i Loannina-sänkan där villebråd främst kronhjort men även uroxe, rådjur och olika arter av ibex tog sig senvåren på väg mot högre belägna beten i Epirus. Platsen användes sommartid och även sjöfågel jagades men fiskben har inte hittats på platsen. Bytena togs troligen en bit från platsen och styckades innan de bars tillbaka till boplatsen. Delar som hovar och huvuden saknas i faunamaterialet. Platsen användes på ungefär samma sätt under hela bosättningen. Ytan för bosättning i grottan är 75 kvadratmeter men kan ha varit större innan delar av taket störtade in. Mesta  aktivitet har ägt rum i grottans öppning. Studier av stenmaterialet visar att tillverkningen av olika verktyg har utförts på platsen under längre tidsperioder och med inriktning på flera slags verktyg. Platsen har varit mer allmänt inriktad och inte specialiserad på en slags byte.

### Asprochaliko
Asprochaliko är en grotta som grävdes ut av Higgs och hans medarbetare 1964 till1966. Platsen tolkades som en utgångspunkt för att studera variationen hos olika Mousterien fynd i Grekland. Grottans undre lager innehöll många laminära Levallois-arbeten och dessa lager dateras till en ålder av 90 000–100 000 år med en termoluminiscens-datering. De övre lagren också Mousterien, dominerad av små pseudo-Levallois-spetsar och har daterats med C-14 till en ålder av 40 000 år. Tektoniska vertikala rörelser kan skapa dammar och bli permanenta inslag i landskapet som drar till sig djur och människor. Denna förklaring gavs för att mänsklig närvaro hade varit så långvarig i grottan Asprochaliko. Kalkstensryggar upplyfta av förkastningar kan bilda topografiska  barriärer som styr djurens vandringar och vissa platser kan lätt övervakas av människor. Detta gäller flera platser som Asprochaliko, Klithi, och Kastritsa.
Asprochaliko är ett klippöverhäng beläget högt över en floddal i södra delen av Epiros. Lagerserien var  6 meter tjock med lämningar från mellanpaleolitikum, mousterien och senpaleolitiska lager överst. Mer än 500 000 stenredskap och djurben (oftast bara fragment) hittades vid utgrävningen av platsen. Då platsen användes för cirka 100 000 år sedan var det rörliga jägargrupper som vår och höst jagade hjordar av djur. Osteologiskt har man påvisat kronhjortar, älgar, stenbockar, uroxar och noshörningar. Den smala dalen vid floden Louros var bra jaktmarker. De äldsta avlagringarna daterades till mellanpaleolitikum och består mest av verktyg tillverkade av flinta. Lagren från mellersta paleolitikum har flera olika lagrer. Överst ligger senpaleolitiska lämningar  där verktygen domineras spån med ena kanten är trubbig genom retuschering (engelska  "backed" blades), De användes som projektilspetsar. Curtis Runnels och Tjeerd Van Andel menar i Landscape Archaeology in Southern Epirus att Asprochaliko var en specialiserad jaktplats som var en del av ett större system. De uppskattar  att befolkningen i provinsen Preveza "antagligen varoch bara bestod av en grupp med 25 till 75 individer.

### Klithi rockshelter
Den brittiske arkeologen Geoff Bailey, som tidigare varit medarbetare till Higgs vid Kastritsa, utförde fler undersökningar i Epirus. Det gav den viktiga upptäckten av Klithi rockshelter, som grävdes ut 1983 till 1989. Platsen är belägen i nordvästra Grekland och är ett bergskydd/klippöverhäng av kalksten på högra stranden av floden Voïdomatis i nordvästra Grekland. De arkeologiska utgrävningar här leddes av Geoff Bailey. Platsen hade en lagersekvens med senpaleolitiska avlagringar som var mycket enhetlig både vad gäller stenartefakter och den jagade faunan. Jägarna från sen istid har främst jagat stenbockar för mat, sämskskinn / läder och ben som råmaterial till redskap. De erhöll sin  flinta från närliggande flodbanker. Deras stenredskap var av en epigravettisk typ som har som vanligaste redskap ryggade blad som användes som spetsar vid jakt. Små ändskrapor användes vid bearbetning av hudar. Klithi är en plats som är högt specialiserad och var helt inriktad på jakt på stenbockar som lever på höga höjder ofta i svår terräng.

## Peleponessos

### Apidima grottorna
Apidima-grottorna ligger på halvön Mani på Pelepomessos. Platsen har fyra grottor som i bildade kalksten bildad. Grottorna är belägna nära 2023 års havsnivån Grotta A  4 m över havet. Grottorna B- C- D ligger 11, 19 respektive 24 meter över havet. Grottorna grävdes mellan 1978 och 1985. 1978 upptäcktes två partiella kranier i grotta A. Båda kranierna hittades  i ett block av breccia djupt inne i grottan. De har preparerats fram och rengjorts mekaniskt. Skallarna har ett utseende som gör en datering till mellersta pleistocen trolig baserat på deras ganska arkaiska morfologi. Förutom de mänskliga kranierna innehöll brecciablocket ett skal av sköldpadda men ingen andra fynd. Ytterligare faunalämningar och litiskt material hittades i andra sediment utan sammanhang med homininerna. Kraniet Apidima 2 var välbevarat och nästan helt bevarat men  saknar os occipitale (nackbenet) och delar av tinningbenen (temporale) liksom all alla tänder och delvis gommen. Kraniet var något förvrängt. Den andra kraniet Apidima 1 var inte så komplett, och bestod av bara bakre delen av neurokraniet och skallbasen. Den hade utsatts för erosion före fyndet  Apidima 2 kännetecknas av lågt valv, uttalad ögonbrynsbåge (supra-orbital torus), stor bred mellan ögonhålorna och en stor. Trots sina primitiva näsöppning. I andra egenskaper är Apidima 2 ganska gracil, speciellt jämfört med Petralonakraniet, och det kan vara rester av kvinnlig individ. Apidima 2  analyserades  med multivariationsmetoden med fem publicerade ansiktsmätningar för Apidima 2 och ett jämförelse-urval av relevanta människofossil. Jämförelsematerialet inkluderade fyra europeiska och afrikanska exemplar från mellanpaleolitikum (H.heidelbergensis),  fem neandertalare och fyra tidiga moderna människor. 
Efter korrigeringar för storlek utfördes en huvudkomponentanalys. De två första huvudkomponenterna i mätningen står för nästan 80 % av de uppmätta skillnaderna och skiljer Neandertal- och H. heidelbergensis från de moderna H. sapiens. Ingen av axlarna skiljer Neanderthalensis från  H. heidelbergensis. Apidima 2 faller nära neandertal och H. heidelbergensis intervall. Apiderma 2 var mest överensstämmande med värdena för Petralona på ena axeln påandra axeln hamnade den närmast Kabwe, Arago 21 och Guattari. Liksom Petralona och flera andra europeiska H. heidelbergensis exemplar, har Apidima 2 ansiktsdrag som ofta har beskrivits som en början av till utveckling av Neandertalegenskaper, såsom bakåtlutande okben och en något förstorad överkäke. Det bakre valvet hos den mindre kompletta individen, Apidima 1, uppvisar ingen neandertalliknande morfologi. Apidima kranierna kan möjligen passa in i den tidiga delen  i den europeiska neandertalarlinjen särskilt enligt teorin om en utveckling i flera steg, Teorin menar att Neanderthalarnas ansiktsdrag förändrades tidigare än de occipitala (nacken) särdragen.
2019 hade Apidima 1 och Apidima 2 blivit daterade med U-seriens radiometriska metoder. Apidima 2 daterades till en ålder av 170 tusen år Apiodima 2 har en neandertalliknande morfologi vilket redan ovanstående klargjorde. Apidima 1 dateras till den högre åldern 210 tusen år. Apiderma 1 har en blandning av moderna mänskliga och primitiva egenskaper. Kraniet är ofullständig bevarat natur, och tafonomiska förvrängningar gör analysen svårare. Dessa resultat tyder på att två olika arter levde under sen mellersta pleistocena - en tidig Homo sapiens-population, och en neandertalpopulation.Resultaten tolkades som att tidigmoderna människor spritts ut ur Afrika vid flera tillfällen och tidigare än tidigare förmodat. Resultaten visar hur komplexa demografiska processer som mänsklig evolution under pleistocen varit hur diversifierad den  mänskliga närvaro i sydöstra Europa varit.

### Kalamakia grottan
Kalamakiagrottan ligger på  Manihalvön på den västra kusten i närheten av Apidima och Lakonis. Liksom dessa är Kalamakia en grotta bildad i kalksten. Utgrävningar i grottan startade 1993 och var avslutade 2006. Liksom Apidima och Lakonis ligger grottan i direkt anslutning till kusten, bara 10 m från den nuvarande strandlinjen och på 2,5 meters höjd över havet. Grottan kommer direkt på den så kallade Tyrrhenska terrassen  bildad under den sista mellanistiden. Grottan har sju stratigrafiska lager. De nedersta två är marina sediment som troligen daterar sig från OIS 5a eller 5c, som alltså är en gräns för den mänskliga bosättningen i grottan. De övre lagren består av sandiga och lera sediment som har bevarade faunalämningar, stenfynd  och härdar och överst finns ett stalagmitiskt lager. Den översta av lagren med arkeologiska fynd har daterats till över 40 000 års ålder med bara en C-14 mätning med AMS-teknik på träkol. Grottan har varit bebodd i olika perioder med uppehåll. I flera episoder har djur bott i grottan. Stenredskapen från Kalamakia var av typen Mousteriin. Faunan domineras av vildgetter och dovhjortar, men rovdjur som leopard, lodjur, vildkatt, varg, räv, och vessla har också hittats. Ben av smådjur, inklusive grodor, ormar, sköldpaddor, ödlor, fladdermöss, gnagare och fåglar har hittats och till viss del kan det vara resterna av rovfåglars byten. Snäckskal  av Callista chione  och Spondylus geaderopus har också hittats varav arten Callista chione har retuscherats och har sedan använts som skrapor. Kalamakia har gett flera fynd av mänskofossil mest isolerade tänder, både permanenta och mjölktänder från olika nivåer i grottan. Deras koppling till Mousterien har gjort det troligt att de representerar neandertalare.
De litiska fynden tyder på att neandertalarna bebodde grottan i först korta och sedan längre permanenta episoder. Människorna visade särskilt intresse för olika litiska råvaror, men använde också sämre råvaror för att tillverka sina verktyg. Översikten av smådjuren visade en trend mot ett mer tempererat klimat, med en öppen skog och buskmark. Observationer tyder på att tempererat klimat och den öppen miljö gjorde grottan i Kalamakia attraktiv som boplats för människor.

### Lakonis
Lakonis I ligger på den östra kusten av Manihalvön, på sydöstra Peloponnesos. Miljön är ett karstlandskap med flera grotter so har visat sig ha  fynd från Pleistocen av fauna och ibland mänskliga bosättningar. Lakonis I är vänd mot öster nu  kollapsad grotta. Grottans golvyta var 250 m2. Den ingår i ett system av ytterligare fyra grottor varav några har mänsklig  bosättning under senpaleolitikum. Utgrävningar på platsen har genomförts sedan 1999. Grottan ligger nu vid kusten men då den var bosatt stod havet mycket lägre och låg då i kanten av en kustslätt som idag är norra delen av Lakoniska viken. Grottans miljö bestod av en mosaik grässlätter och parklandskap och områden med, tätare skog. också laguner och kärl. Miljön var rik på födoresurser. Faunan från platsen bestod av olika hjortar, samt svin och uroxe vittnar om en mångsidig ekologisk miljö. I grottans närhet fanns en vattenkälla. Grottan har tillgång till litiska råmaterial av god kvalitet.
Lakonis lagerserie omfattar 7 m hög och lutar brant och delvis påverkad av vågar. Lagren är cementerade av senare kalkrikt regnvatten. Sekvensen består av fem lager döpta I till V. Lager V, är ett strandkonglomerat och sterilt det vill säga innehåller inte fynd. Konlomeratet har bildats i en kustmiljön som liknar den nuvarande. Konglomeratet är täckt av travertinbildningar, vilka började bildas efter början av MIS 5-regression då havet drog sig tillbaka. Travertinen har daterats till denna tid.  Lagret IV, är en breccia av ben och med litiska artefakter som innehåller fragment av träkol sammanbundna av en rödaktig lera cementerad av kalcit. Lagret III, består av kantiga bitar från taket cementerade i en rödbrun sandig lermatris. Lager III är skild från lager II av stora stenblock som rasat från taket. Lager II består av en rödbrun sandig/lerig matris som innehåller rikligt med kantiga marmorfragment. Det översta lagret består av två överlagrade komplex med härdar, kallade Ia och lb. Tjockleken på den nedre härden (Ib),som är förknippad med en aktivitet i slutet av mellanpaleolitisk tid, är cirka 50 cm, medan den övre härden (Ia), som på grund av fynden tillskrivs den inledande fasen av senpaleolitikum, har en tjocklek på cirka 30 cm. Härdarna har flera lager av kraftigt cementerade och varandra överlagrande vita, gråa, svarta och gråbruna lager, som vart och ett är några centimeter tjocka. De två härdarna är separerade av ett 15 cm tjockt lager möjligen från upprepade rensningar av härdarna.
Platsen blev bebodd först för130 000-120000 BP alltså under senaste interglacialen. Tre dateringar från övre härden Ia) gav värden omkring 45 000 år BP och samma värde erhölls för den undre härden (ib) men resultaten är osäkra då de ligger på marginalen av vad C14 kan mäta. Andra metoder som termoluminiscens kan kanske ge bättre svar. Härden Ib har ansetts var från mellanpaleolitikum och härden 1a  till en blandad tradition med inslag av både mellan- och senpaleolitisk karaktär. Lämningar från denna övergångsfas i början av senpaleolitikum är intressanta i diskussionen om övergången från mellan. till senpaleolitikum. För att utesluta att platsen var en blandning av olika lager gjordes tre olika tester som innefattade mikromorfologiska, tafonomiska (benmaterialet) och data från lagersammanhang. De två sista testen berörde fyra fotben av hjort som hittades ledade i samma stratigrafiska sammanhang, och som ett antal delar av ben som kunde fogas tillsammans och hittades i omedelbar närhet inom samma ruta på 50 x 50 cm och inom 5 cm djup. Den mikromorfologiska analysen tyder också på att lagren inte blivit omrörda.
Lakonis I har en lång mellanpaleolitisk sekvens vars översta del innehöll en övergångsfas till senpaleolitisk tid och i lagren hittades en neandertal tand. Bevis för bosättning efter denna tid har inte hittats, Övergångsperiodens längd och om den utvecklats till en mera vanlig boplats från senpaleolitikum vet vi därför inte. Nya utgrävningar på platsen och noggrannare analys av de litiska fynden med noggrannare stratigrafisk upplösning är viktig tillsammans med fler dateringar om det ska bli möjligt att tolka kronologin för den övre härden Ia. 
Vid utgrävningen av Lakonis har ett arbetssätt använts som tagit flera sätt att bearbeta fynden för att bättre förstå vilken roll boplatsen vid Lakonis haft inom södra Balkan. På neandertaltandens emalj gjordes en isotopanalys på strontium. Strontium tas upp från berggrunden och avsätter spår i skelettet som kan tala om i vilket område personen vuxit upp. Resultaten gav att emaljen bildats i en miljö med radiogena vulkaniska bergarter, i motsats till den lokala kalkstenen som finns runt grottan. Denna typ av berggrund finns 20 km inåt landet norrut. Resultatet avspeglar troligen den minsta rörelseradien för neandertalarna i området. I den viktiga frågan vem som var verktygsmakare för den inledande blandade stentekniken. Vissa tecken tyder på att tekniken återspeglar en ackulturation av neandertalarnas teknik med ett klart inflytande från moderna människor. Andra forskare ser det bara som början på Aurignacien medan andra forskare menar att neandertalare utvecklade kulturella drag som liknande den hos de moderna människorna. Data från Lakonis är otillräckliga för att stödja någon av dessa hypoteser. Lagren från Lakonis spänner över övergången från mellan- till senpaleolitikum vilket gör platsen relevant för förståelsen av förändringarna under denna tid. Fyndet av en Neandertaltand i ett lager med ett senpaleolitiskt lager antyder vem som var verktygens tillverkare. Vikten av tanden (LKH 1) förstärks av dess koppling till de senpaleolitiska lagren i Lakonis, eftersom har visat sig associerade med moderna mänskliga kvarlevor och endast på sju platser med andra människotyper. Dessa fossil har säkert identifierats i endast två fall, St. Cesaire och Arcy-sur-Cure, både som neandertalare och båda associerade med Chatelperronien. Resten av de mänskliga kvarlevorna, är associerade med Chatelperronien, Uluzzien och Szeletien, men är av tvivelaktig härkomst eller osäkra diagnostiskt. Identiteten för skaparna av dessa kulturer är därför fortfarande oklar. LKH 1 ger ytterligare stöd till hypotesen att åtminstone några av de senpaleolitiska kulturerna producerades av neandertalare. 
Paleolitiska boplatser  är sällsynta i Grekland vilket försvårar jämförelser av fynd inom regionen. Klisouragrottan har ett jämförmaterial och det finns flera sena mellanpaleolitiska platser och tidiga senpaleolitiska platser på öppna platser daterade av det litiska materialet mellan 44 000 och 28 000 år och samma typ av öppna boplatser av Aurignacientyp har också rapporterats från andra delar av Grekland. Platserna stärker att det fanns mänsklig närvaro under  denna tid.

### Klissoura
Klissoura-grottan 1 har en stratigrafi som täcker en tidsrymd från mellanpaleolitikum till senpaleolitikum, och senare med epipaleolitiska och mesolitiska inslag. Lagren från senpaleolitikum är särskilt välbevarade men komplexa på grund av många bevarade föremål av olika slag. Dessa kulturella fynd ger rik bild som endast delvis är ett komplement till de paleolitiska resultaten från Franchthigrottan i södra Argolid. Ett av  de viktigast resultaten är fyndet av en uluzsisk bosättning i lager V i grottan med en datering till omkring 39 000 år gammal. Den följs sedan av en lång och bättre daterad Aurignacien sekvens. Ornament dyker upp plötsligt i Uluzzian men saknas helt i de mellanpaleolitiska lagren. En del lager har enstaka fynd som blandats in i Aurignacien från Uluzzian.Fynden från Klissoura 1 visar kopplingar till paleolitiska fynd i Italien i synnerhet det uluzsiska lagret V. 
De arkeologiska faunan visar att mängden jagade arter har ökat under början av paleolitisk tid vilket överensstämmer med observerattioner i andra delar av Medelhavet där detta fenomen är väl studerat. Utvecklingen fortsätter under senpaleolitisk och mesolitisk tid. Trenden mot användningen av allt mer småvilt i Klissoura 1 och förklaras inte av klimatet och miljöförändringar, eftersom de finns genom MIS 3 och generellt också i MIS 2 det vill säga under den kallaste perioden av senaste istiden. Paleomiljödata har studerats genom intakt fragmen av träkol(vedartsanalyser) växtfytoliter, sedimentära egenskaper och enskild art som hittades. Sedimentationen i grottan pekar på förändringar i hur regnigt klimatetr har varit i sekvensen från senpaleolitisk till mesolitisk tid. Det rådde torr klimat i området under hela senpaleolitikum, men lite fuktigare klimat under bildandet av skikten V och IV. Den lokala miljöer blev torrare och kallare under mellersta och övre Aurignacien och ännu mera så under epipaleolitikum. Klimatet blev fuktigare under mesolitikum. 
Viktiga händelser som kännetecknas av erosionshändelser, i takt med att mellan- och uppehållet per paleolitiska sed i-men tära grupperna. Det finns ingen söm mindre övergång mellan de två kulturella entiteterna på den här platsen. En lucka i lagerbildningen skiljer Uluzzian från den tidigaste Aurigancien och den senpaleolitiska lagerserien från epipaleolitikum. Det finns ingen mänskligt bosättning vid Klissoura 1 under det sena istida maximum (LGM=Late Glacisal Maximum) vilket också gäller den närliggande Franchthigrottan. Det går att delvis beskriva den dagliga verksamheten genom fynden i grottan. Lämningar i lagren, tillsammans med artefakter vittnar om ett flertal aktiviteter på platsen som utmärker bostadsbaser. Det gäller från senpaleolitikum till mesolitikum. Det är särskilt de många ombyggnader av härdar, rengöring av ytor med renovering av anläggningar. Människorna i grottan var också de som orsakade störningar i avlagringarna, främst genom arr rengöra härdgropar, röja och städa aktivitetsytor och genom att gräva ett flertal små gropar. De anmärkningsvärda härdarna av lera i grottan Klissoura 1 från aurignacien är unika. De kan ha använts som mindre satelliteldstäder dit glöder har flyttats för att laga mat eller andra aktiviteter som krävde uppvärmning. Intensiteten i bosättningen tycks ha varierat över tiden, med skikt IV som särskilt rikt på aktiviteter. Större störningar i de senare skikten kan ha gjort att det är svårare att bedöma aktiviteterna men platsen användning verkar ha varit mindre under epipaleolitikum och mesolitikum. Fynden vittnar om stora regionala skillnader mellan de klassiska dateringarna i västra och centrala Europa och Balkan. Detta är förväntat i en värld som har mycket olika ekosystem och en mångsidig topografi. Det finns bevis för många regionala olikheter i den kulturella utvecklingen under stenåldern. Även om processer som främjar kulturella skillnader kan förväntas för halvöar som Peloponnesos förvisso representerar, så hittades också betydande bevis för förbindelser västerut över adriatiska havet Uluzzian.

### Franchthi-grottan i Argolid
I södra Grekland i Argolid arbetade de amerikanska arkeologerna Thomas Jacobsen och Michael Jameson som resulterade i utgrävningar vid Franchthi-grottan i tolv år mellan 1967 och 1979. Franchthi-grottan ligger på kalkstensudde vid halvön Argolid havskust på Peloponnesos. Själva grottan är omkring 150 meter lång, Grottan har  utsikt över bukten Koilada. Grottan ligger femton meter över strandlinjen, men då den var bosatt gjorde en lägre havsnivåer att kusten var  sex kilometer avlägsen. Platsen hittades 1967 av Argolid Exploration Project och utgrävningen började samma år och tog 12 år. Grottan har liksom Theopetra-grottan i centrala Grekland varit bosatt från paleolitikum till neolitikum. Tvärvetenskapliga insatser gör att paleomiljön kan studeras liksom arkeologiska studier av platsens inre struktur, stenteknologi och begravningssätt. Grottan användes inte kontinuerligt utan det finns luckor i användningen vid övergången paleolitikum till mesolitikum och övergången mesolitikum till neolitikum. Mellanneolitikum är sparsamt företrätt i fynden möjligen på grund av att utgrävningarna inte nått ända ner till fast berggrund i grottan. Den senpaleolitiska lagersekvensen har en lucka på några tusen år från 17 000 f.Kr. till 12 000 f.Kr. Under tiden 25 000 till 17 000 f.Kr. var miljön runt grottan annorlunda. Havet stod 100 meter lägre under LGM (sena glaciala maximum) och grottans omgivningar bestod av stor kustslätt med kallt och torrt klimat med stäppkaraktär. Faunan dominerades av hästar och hjortdjur. Grottan användes i liten utsträckningen vilket kan ha berott på flera ras från taket som kan ha utgjort ett hinder för bosättning i grottan. Den andra bosättningsfasen från cirka 12 000 f.Kr. har ett betydligt mildare klimat med öppen skog med mer varierad fauna. Havet står 50 meter högre och avståndet till havet är nu fyra km istället för sex. Botaniska lämningar av pistagenötter, mandel, päron och baljväxter av olika slag såsom vicker, linser, och dessutom havre och korn hittades i grottan och de har troligen tagits till grottan som föda. Även fisk och skaldjur har hittats. Det är lite oklart om grottan var beodd mest under den varmare ärstiden men fynd av relativt nyfödda hjortar pekar mot att grottan även använts vintertid. Motsättningen mellan botaniska indikationer mot sommar och faunaindicier mot vinter är troligen att grotten har använts vid flera tider på året. Fynd av mjölktänder och små revben från unga barn tyder på att grotten varit boplats av typen basläger. I Argolid i övrigt verkar man inte ha mycket senpaleolitisk aktivitet och bara några få platser i öppen terräng har dokumenterats, förutom grottorna Kefalari nära Nauplion and Kleisoura på grånsen till Argolidslätten. 
Under mesolitikum står havet ännu högre och kusten närmar sig och nu är tonfisk dominerande i faunalämningarna och obsidian från Melos är vanligt råmaterial. Eftersom Melos ligger på 150 km avstånd tyder det på att båtar och sjöfärder nu är vanliga. 
Skelettrester av 34 människor kom från blandade ålder nyfödda och spädbarn blandade med äldre. Dessa var begravningar  antingen kroppsbegravningar eller kremeringar. Ett av de finaste exemplen var begravningen av en ung man, 25–29 år gammal, dödad av ett slag mot pannan, och sedan begravdes i en grund grop nära ingången till grottan. Graven hade stenar runt om och kroppen låg på aska och var också täkt av aska. Omgivningar runt grottan har inte gett så mycket fynd från mesolitisk tid. Grottan användes sedan som vinterviste för herdar under neolitisk tid. Fynd av unga lamm ger årstiden och lämningar är helt neolitiska.

## Grekiska forskare börjar studera paleolitikum
Sotiris Dakaris och Dimitris Theocharis har varit viktiga för forskningen för möjligheten att göra undersökningar. Theocharis arbetade med Miljocic vid undersökningar i Thessalien under 1960-talet. Detta ledde till att flera öppna platser med paleolitiska lämningar längs Pineiosfloden upptäcktes. Sotiris Dakaris och Augustus Sordinas bidrog till kunskaper om paleolitikum i Grekland redan på 1960-talet. Dakaris arbetade tillsammans med Higgs i Makedonien och sedan i Epirus. Sordinas började sin forskning på de Joniska öarna. Efter 1970-talet gjordes bara sporadisk insatser i den paleolitisk forskningen mest som delar av andra forskningsprojekt. På 1990-talet ändrades detta och forskningentog ny fart med grekiska forskare aktiva ibland i samarbete med utländska arkeologer. Kända platser i detta senare arbete var Boila i norra Grekland, Theópetra mera centralt i Grekland och Klisoura och Kalamakia i södra Grekland. Dessutom har man fortsatt med ett antal paleolitiska inventeringar. Grekland har inte längre en helt okänd paleolitisk kultur som läget var före 1960-talet.

## Sammanfattning av fynden från paleolitikum

### Tidpaleolitikum
Grekland tidigpaleolitiska fyndplatser är få, ofta med bristande dateringar och är splittrade över fastlandet och finns även på Egeiska öarna och Kreta. Tourloukis doktorsavhandling från 2010 går noggrant igenom fynd från tiden. Det arkeologiska materialet är mycket litet om man bara inkluderar platser med goda stratigrafiska data som ger god kronologisk kontroll finns bara fyra platser: 1. Marathousa 1 i Megalopolis på Peloponnesos. 2. Rodafnidia. 3: Kokkinopilos  i Epirus 4. Några fyndplatser från Plakias på Kreta. 

### Mellanpaleolitikum
240 platser med mellanpaleolitiska fynd har registrerats i Grekland. Det finns alltså betydligt fler lämningar från denna period än både tidigare och från senpalolitikum. De flesta av dessa fyndplatser har hittats i Epirus och på de närliggande joniska öarna, omkring 100 platser. Geografiskt följer sedan Mani, Argolid och Elis på Peloponnesos. 9 av 10 av fyndplatserna är belägna på öppna platser och inte i grottor men bara ett fåtal har varit föremål fört undersökning. de som har undersökt har varit föremål för räddningsgrävningar.

### Senpaleolitikum
Flest senpaleolitiska boplatser har dokumenterats på Peloponnesos på samma platser som mellanpaleolitiska platser: Mani, Argolid, Elis och dessutom i Epirus. Lämningar från denna period är fåtaliga eller saknas i Makedonien och Thessalien. Två grottor på Peloponnesos Klissoura och Lakonis, har gett lagerserier med litiska fynd som spänner över övergången från mellanpaleolitikum och senpaleolitikum. Grottan Kephalari har möjligen samma typ av fyndmaterial.